# A Mormon könyve
A Mormon könyve a mormonizmus egyik szentírása. Joseph Smith adta ki 1830-ban.
A könyvet Joseph Smith nyomán a mormonizmus az amerikai őslakosok által írt ősi feljegyzések Mormon próféta által készített kivonatolásának tartja, amely azért íródott, hogy tanúságot tegyen arról, hogy Jézus a Krisztus.
E feljegyzéseket illetően Joseph Smith próféta azt mondta: „Megmondtam a testvéreknek, hogy a Mormon könyve a leghibátlanabb könyv a földön, és vallásunk záróköve, és aki annak szabályai szerint él, közelebb kerül Istenhez, mint bármely más könyv által”.
A Mormon könyvét a hívők három olyan népcsoport vallási feljegyzésének tartják, amely az óvilágból vándorolt az amerikai földrészre. Az egyik Kr. e. 600-ban jött el Jeruzsálemből, és utána két nemzetre oszlott, amelyeket nefitáknak és a lámánitáknak neveznek. A harmadik csoport ezeknél jóval hamarabb jött, amikor az Úr Bábel tornyánál összezavarta a nyelveket. Ezt a csoportot járeditáknak is nevezik. A könyv szerint mindhárom népcsoport kihalt, kivéve a lámánitákat, akik a bevezető szerint az amerikai indiánok ősei közé tartoznak. Ezeket a csoportokat olyan próféták vezették, akik fémlemezekre jegyezték fel vallásos szövegeiket és történelmüket. A Mormon könyve feljegyzi Jézus Krisztusnak feltámadását követően az amerikai népnél tett látogatását. Mormon fia, Moróni, az utolsó nefita próféta és történetíró, kb. Kr. u. 421-ben lepecsételte és elrejtette e népcsoportok kivonatolt feljegyzéseit.
A Mormon könyve a mormonizmus kulcsfontosságú alapköve, rajta áll vagy bukik a mormonizmus igazsága. Moróni próféta ezt írja benne: „És amikor ezeket a dolgokat megkapjátok, arra buzdítalak benneteket, hogy Krisztus nevében kérdezzétek meg Istent, az Örökkévaló Atyát, hogy nem igazak-e ezek a dolgok; és ha őszinte szívvel, igaz szándékkal, Krisztusba vetett hittel kérdezitek, akkor ő a Szentlélek hatalma által ki fogja nektek nyilvánítani ennek igazságát.”
A legutóbbi fordításig, mely 2009-ben készült, összesen 88 nyelvre fordították le a teljes könyvet, és 25 nyelvre készült válogatott részekből fordítás.

## Tartalma

### Nefi első könyve (Kr. e. 600-588)
Világi történet A könyv Jeruzsálemben kezdődik Kr. e. 600-ban, Sédékiás uralkodása kezdetén (1:4). Lehi látomásban látta Istent, Krisztust, és az apostolokat (1:8-10). A nép közé ment és prófétált Jeruzsálem pusztulásáról és a fogságukról Babilonban. A zsidók megharagudtak rá és az életére törtek (1:13-20).
Az Úr álomban megparancsolta Lehinek, hogy a családjával menjen a vadonba (1:2), így feleségével Sáriával és négy fiával (Lámán, Lemuel, Sam, Nefi) Jeruzsálemet elhagyva, attól 3 napi járásra (2:6), Lemuel völgyében vertek sátrat. Itt csatlakozott hozzájuk Zorám (4:35) és Izmael a családjával (7:5). Sok napon át dél-délkelet felé vándoroltak a Vörös-tenger közelében (16:14). Legalább 20-an lehettek vagy többen (Léhiék 6-an; Zorám; Izmaelék legalább 13-an (7:6)).
8 évi (17:4), megközelítőleg keletre való vándorlás után, miközben gyermekeik is születtek (17:1), elérték a tengert (17:5). Bőség földjének nevezték el a helyet. Itt Nefi hajót épített (17:8), és sok napi hajózás után (18:9,15,23) megérkeztek a megígért földre (Amerikai földrész).
Látomások, próféciák Lehi és Nefi látomást lát az élet fájáról (8. fejezet, 11:1-9, 11:21-25, 12:16-18, 15:21-36).

### Nefi második könyve (Kr. e. 588-545)
Lehi meghal (4:12) és Nefi ellen zúgolódnak idősebb fivérei, Lámán és Lemuel (5:2).
A nefiták különválnak a lámánitáktól: Nefi és az őt követők az Úr figyelmeztetésére a vadonba menekülnek (5:5-6), és a helyet ahová sok nap után érkeznek Nefinek nevezik (5:8). Itt boldogulnak, sokasodnak és Nefi Salamon templomához hasonlót épít (5:16). Az Úristen sötét bőrszínt küld a lámánitákra hitetlenségük miatt (5:21). Jeruzsálem elhagyása óta 40 év telt el, és már voltak háborúk és viszálykodások a nefiták és lámániták között (5:34).

### Jákób könyve (Kr. e. 544-421)

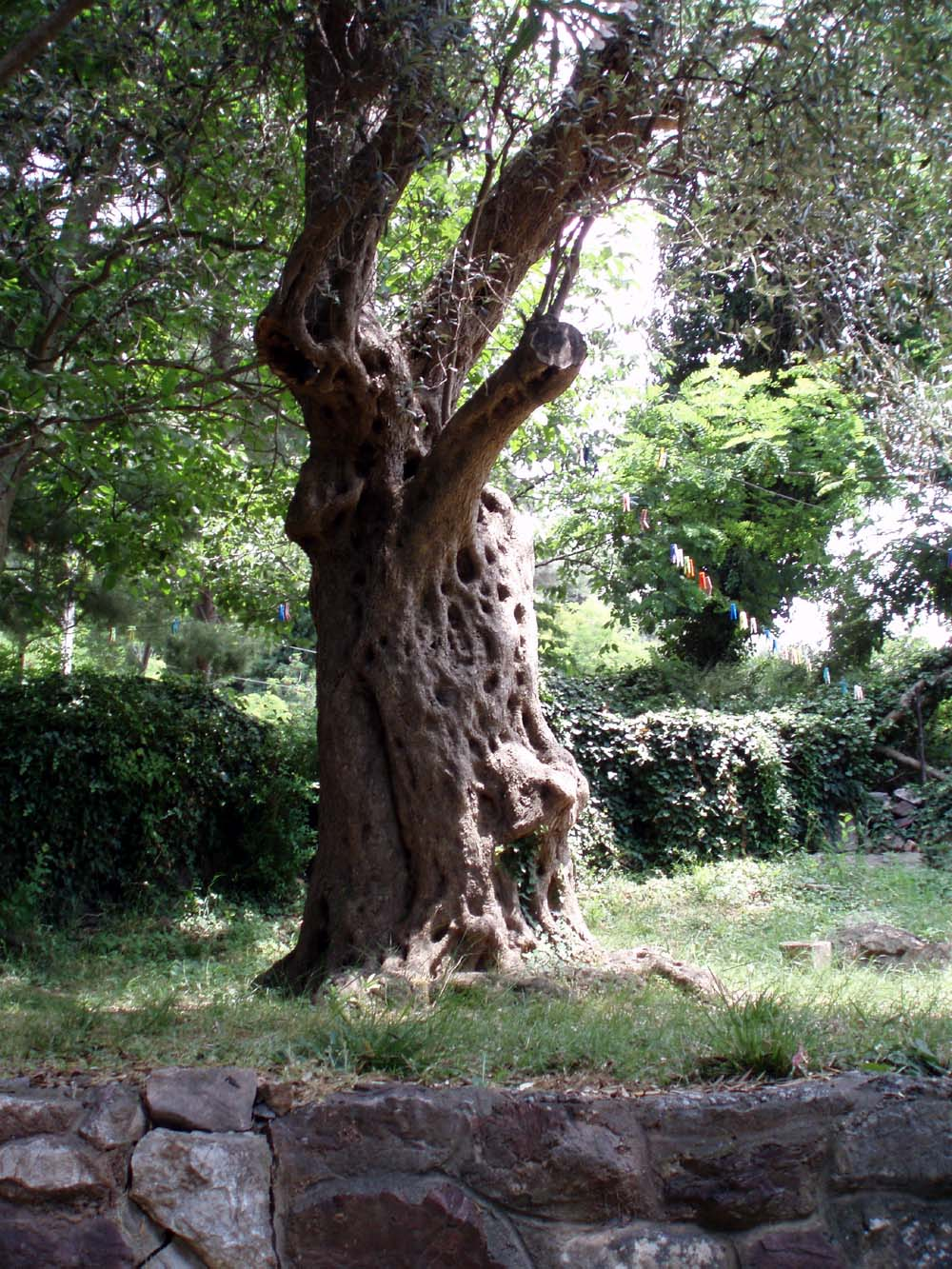
2000 évnél idősebb olajfa (Olea europea) a montenegrói Bar-ban

Világi történet 55 év telt el Jeruzsálem elhagyása óta (1:1). Nefi felszenteli testvéreit, Jákóbot és Józsefet (1:18), majd meghal (1:12). A nefiták gonoszabbak lesznek, szeretik a gazdagságot, kevélyek és erkölcstelenek (2:12,13,23). A lámániták igazlelkűbbek a nefitáknál, mert nincs több feleségük (3:5). Egy Sérem nevű férfi jön Nefi népe közé, megtagadja Krisztust és jelt követel Jákóbtól (7:13). Isten hatalma Séremre száll, összehívatja a népet és megvallja előttük Krisztust és hogy az ördög hatalma megtévesztette (7:17-18). Mikor ezeket elmondta, kiadta lelkét. A sokaság hallotta ezt és ismét vissza lett állítva közéjük a béke és Isten szeretete (7:23). A lámánitákat próbálták visszatéríteni az igazság ismeretéhez, de azok csak a vérontásban gyönyörködtek és gyűlölték a nefitákat (7:24). Nefi népe fegyverekkel erősítette meg magát a lámániták ellen.
Látomások, próféciák Az ötödik fejezetben Jákób idézi Zénos próféta példázatát a szelíd és a vad olajfáról, amely leírja Izrael házának történelmét és rendeltetését.

### Énós könyve (Kr. e. 420)
Isten szövetséget köt Énosszal, atyáihoz hasonlóan, hogyha a nefiták elpusztulnának, a feljegyzéseik a megfelelő időben eljussanak a lámánitákhoz (1:16). A lámániták kegyetlen és vérszomjas néppé váltak, sokan közülük csak nyers húst ettek. A nefiták földműveléssel és állattenyésztéssel foglalkoztak (1:20,21). A nefitákat állandóan az Úr félelmében kellett tartani, hogy gyorsan pusztulásba ne süllyedjenek. Voltak háborúk is a nefiták és lámániták között. Énós megöregedett és 179 év telt el Jeruzsálem elhagyása óta (1:23-25).

### Járom könyve (Kr. e. 399-361)
200 év múlt el Jeruzsálem elhagyása óta. A nefiták és lámániták szétszóródtak a vidék nagy részén. A lámániták sokkal nagyobb számban voltak. A nefiták megerősödtek, meggazdagodtak és fegyvereikkel sikeresen védekeztek a lámániták ellen. A próféták, papok és tanítók Mózes törvényeinek betartására buzdítják a nefitákat, nehogy elpusztuljanak. Az ország törvényei rendkívül szigorúak voltak. Jeruzsálem elhagyása óta 238 év telt el az idő nagy részében háborúkkal és viszálykodásokkal.

### Omni könyve (Kr. e. 323-130)
Omni, Amáron, Kemis, Abinádom, Amáleki adják tovább a lemezeket. Móziást figyelmezteti az Úr, hogy meneküljön el Nefi földjéről. Ő és akik vele tartottak, Zarahemla földjére mentek. A rézlemezek is náluk voltak. A két nép egyesült és Móziás lett a királyuk. Zarahemla Muleknek a leszármazottja, aki az ószövetségi Sédékiás király fia. A Biblia szerint Sédékiás minden fiát megölték (2 Kir. 25:7), a Mormon könyve szerint azonban Mulek túlélte (Hélamán 8:21).
Móziásnak egy nagy követ hoztak bevésésekkel, amit Isten hatalma és ajándéka által lefordított. Azok beszámoltak Koriántumrról és népének (járediták) legyilkolásáról. Koriántumr életben maradt, és Zarahemla népével lakott egy ideig. A járediták Bábel tornyától jöttek, amikor az Úr összezavarta a nép nyelvét. Történetük Ether könyvében található.
Móziás meghal és fia Benjámin lesz a király, aki igaz ember az Úr előtt. Benjámin kiűzi a lámánitákat Zarahemla földjéről.
Amáleki megöregszik és átadja a lemezeket Benjáminnak.

### Harmadik Nefi (i. sz. 1-35)
A Mormon könyvének legfontosabb eseménye az Úr Jézus Krisztusnak nem sokkal feltámadása után a nefiták közt végzett személyes szolgálata. Ismerteti az evangélium tanait, felvázolja a szabadulás tervét, és megmondja az embereknek, mit kell tenniük, hogy békességet nyerjenek ebben az életben, és örök szabadulást az elkövetkezendő életben. Az Üdvözítő a hegyi beszédhez hasonló beszédet mond a nefitáknak. A bibliai hegyi beszéd üzenetét tisztázza a 3 Nefi 12-14. fejezeteiben lejegyzett hasonló beszéd, amelyek megmutatják, hogy a beszéd fontos részei elvesztek a Máté evangéliumában található beszámolóból.

### Negyedik Nefi (i. sz. 36-320)
„Aranykor” (Kr. u. 35-200)
Jézus tanítványai mind a környező vidékeken életre hívták Krisztus egyházát (1). A nefiták és a lámániták mind megtértek az Úrhoz (2). Városokat építettek a leégett városok helyére (7). Mindenük közös volt (3), csodákat műveltek (5, 13). Megsokasodtak, szétszóródtak szerte az egész vidéken, és rendkívül gazdagok lettek, mert boldogultak Krisztus által (23). És bizonyos hogy nem lehetett volna náluk boldogabb nép mindazon emberek között, akiket Isten keze teremtett (16). A 194. évben békesség volt az országban, kivéve a nép egy kis részét akik lázadoztak az egyház ellen, és felvették magukra a lámánita nevet (20).
201. év: Megjelentek akik kevélységükben felemelkedtek (24). Javaik már nem közösek (25), osztályokra szakadtak (26) és egyházakat alapítottak (26, 34, 41). Jézus tanítványait üldözték (30-33) és ütötték Jézus népét (34).
300. év: Az egész nép gonoszságba süllyedt (45). Ammáron elrejti a lemezeket 321-ben (48).

### Mormon könyve (i. sz. 321-400)
Ammáron a 10 éves Mormonnak elmondja hová rejtette el a lemezeket (1:3) és hogy 24 éves korában vegye magához Nefi lemezeit, a maradék lemezeket azonban hagyja ott (1:4).
A nefiták megvédik Zarahemlát és 4 évig béke van. A nép gonoszsága miatt a csodák és a gyógyítás munkája megszűnt (1:13). Mormon 16 évesen kezdi vezetni a nefita seregeket (2:2). A lámániták üldözik a nefitákat és Mormon magához veszi Nefi lemezeit (2:17). Több harcban hol a lámániták, hol a nefiták győznek. A nefitáknak nem töredelmes a lelkük, hanem átkozzák Istent, mert nem lehetnek boldogok a bűnben (2:13,14). A 350. éven egyezséget kötnek: a nefitáké az északi föld, a lámánitáké pedig a déli föld (2:29).
10 év béke idején Mormon arra fogta népét, hogy készüljenek a csatára (3:1). Prédikált is nekik, de szívüket megkeményítették (3:3). 361-ben és 362-ben is Pusztaság városánál visszaverték a lámánitákat (3:7,8). Győzelmeik miatt a nefiták kérkedni kezdtek a saját erejükkel és esküdöztek, hogy megbosszulják testvéreik vérét (3:9). Mormonhoz így szólt az Úr: „És mivel ez a nép még azután sem tartott bűnbánatot, hogy kiszabadítottam őket, íme, ki fognak vágatni a föld színéről.” (3:15). Mormon az Úr parancsa szerint tétlen tanúként áll.
363-ban a nefiták támadnak, de Pusztaság városát elvesztik és Teánkumba menekülnek (4:2). 364-ben Teánkumot megvédik és Pusztaság városát visszafoglalják (4:8). A két háborúban sokan meghalnak (4:9), borzalmas az öldöklés és mindkét nép a vérontásban leli örömét (4:11). 366-ban Pusztaság városát és Teánkumot elfoglalták a lámániták, asszonyokat és gyermekeket áldoztak (4:13-15). 376-ban a nefiták kiűzik a lámánitákat a földjeikről és ezután 7 évig nem támadnak a lámániták.
375-töl kezdve a lámániták kezdték elsöpörni a nefitákat (4:18). Mormon magához veszi a maradék lemezeket is (4:23).
Mormon lesz újra a nefita seregek parancsnoka (5:1). A nefiták anélkül harcolnak az életükért, hogy fohászkodtak volna Istenhez (5:2). A nefiták menekülnek, rettenetes a vérontás és az öldöklés (5:7,8). 385-ben Mormon elrejti a lemezeket Kumóra dombjában azon kevés kivételével, melyeket fiának, Moróninak adott és népe utolsó harcára készül (6:6). A lámániták győzedelmeskednek, a nefita nemzet pedig elpusztul. Százezrek halnak meg kard által, 230.000 nefita harcos elesik (6:11-15), Mormonnal és Morónival együtt 24-en maradnak életben (6:15).

### Ether könyve (kb. Kr. e. 2200-550)
Járed fivére könyörgött az Úrhoz, hogy Bábel tornyánál ne zavarja össze családjaiknak és barátaiknak a nyelvét (1:34). Az Úr megkönyörült rajtuk (1:40) és nem zavarta össze a nyelvüket. Az Úr parancsára Járed és fivére, családjaikkal és barátaik 22 családjával (6:16) felkészülnek egy az Úr által választott földre való utazásra, ahol minden nemzetnél nagyobb nép válik majd belőlük az ígéret szerint (1:43). Az Úr vezette őket a vadonban (2:5) a nagy tengerhez, ahol 4 éven át sátrakban laktak a tengerparton (2:14). 8 bárkát építettek (2:16, 3:1). És oly módon voltak megépítve, hogy rendkívül szorosak voltak, hogy edényként tartották a vizet (2:17). Járed fivére, hogy ne legyenek sötétségben a bárkákban, 16 kis követ olvaszt egy sziklából (3:1) és az Úrhoz fohászkodik, hogy ragyogjanak a sötétségben (3:4). Az Úr előidézte, hogy a kövek világítsanak, és azok világosságot adtak a bárkáknak (3:6, 6:2-3). Beszálltak a bárkáikba és 344 nap múlva partra értek a megígért földön (6:4,11,12). Járed fia, Oriha lesz a király (6:27). A nép gyarapodott és rendkívül gazdagok lettek (6:28). Járed és fivére meghalnak (6:29).

## Kiadásának története
Az utolsó napi szentek szerint a könyvet sok ősi próféta írta. Aranylemezekre írt szavaikat egy Mormon nevű próféta-történetíró idézte és kivonatolta. Az utolsó egységet, Mormon 8. fejezetétől a kötet végéig, Mormon fia Moróni véste be, aki miután befejezte apja életének feljegyzését, kivonatot készített a járedita feljegyzésről (Ether könyveként), és később hozzáadta a Moróni könyveként ismert részeket, majd elrejtette a lemezeket a Kumóra dombon körülbelül Kr. u. 421-ben (New York állam, USA).
1823. szeptember 21-én ugyanez a Moróni, mint feltámadt, és megdicsőült lény, megjelent Joseph Smith prófétának, és utasításokat adott neki az ősi feljegyzésre, valamint arra vonatkozóan, hogy el van rendelve annak lefordítása angol nyelvre.
Joseph Smith, hitük szerint Isten hatalma és ajándéka által, lefordította a lemezeket angol nyelvre, és 1830 márciusában kiadta Palmyra városában, New York államban. Az aranylemezeket Joseph senkinek sem mutatta meg a fordítás befejezéséig. Felesége állítólag a csomagolásán keresztül megérintette, és takarítás közben felemelte a lemezeket. A fordítás után a három és a nyolc tanú láthatták a lemezeket.
Smith - állítása szerint - a lefordításuk után visszaadta a lemezeket az angyalnak, akitől kapta őket. Több korabeli mormon beszámoló szerint, egy vallási vezetőkből álló csoport, köztük Oliver Cowdery, David Whitmer, és talán mások is elkísérték Smitht mikor visszavitte a lemezeket a Kumóra domb egyik barlangjába.
A fordítás 1829 júniusában fejeződött be. Joseph Smith a Mormon Könyvét kevesebb mint két évi – a tényleges diktálási időt tekintve alig több mint 2 hónapnyi – munka (fordítás) után 1830-ban adta ki. Ekkor még Joseph Smith, mint szerző és tulajdonos volt megjelölve, az akkori könyvkiadási törvényekkel összhangban. A könyv elején található a három és a nyolc tanú bizonyságtétele, akik a lemezek létezéséről, a Mormon könyve igazáról és isteni eredetéről tanúskodnak. A fordítás befejeztével a könyv kiadása lehetővé vált Martin Harris (három tanú egyike) segítségével, aki a nyomtatás költségeit saját farmja elzálogosításával fedezte. A könyv 1830 márciusában jelent meg 5000 példányban.
Első terjesztőit mormonoknak nevezték; ezt a nevet az egyház korábban korlátozásokkal támogatta, 2018 óta azonban kategorikusan elveti. A korai hívők többsége A Mormon könyve olvasásának hatására csatlakozott az egyházhoz.

## Magyar kiadása
Magyar nyelven először szemelvények formájában publikálták. Az első teljes magyar fordítását 1991-ben, karácsonykor adták ki. 2006 februárban új fordításban és kiadásban jelent meg. Az új fordítás szöveghűsége jobb. A kiadás összetettebb lett: megmaradt külön a Mormon könyve, kiegészítve lábjegyzetekkel, valamint betűrendes útmutatóval a végén. Megjelent egy hármas kiadás is, melyben a Mormon könyve, A Tan és a szövetségek, A Nagyértékű gyöngy, A Kalauz a szentírásokhoz, és Bibliai térképek találhatóak.

## Kritika
Az egyház megalapítása óta számos kritika érte A Mormon könyvét tudományos és vallási körökből egyaránt. Előbbiek a könyv hitelességét és fordítás voltát, míg utóbbiak inkább tanításainak helyességét vitatják.
A mormonizmus a felmerülő vádakra a maga tudományos és vallási szempontjai szerint válaszol.